# Schuylkill (rzeka)
Schuylkill (ang. Schuylkill River) – rzeka w stanie Pensylwania, źródła u podnóży Appalachów. Powierzchnia dorzecza 5000 km², długość 209 km. Jest prawym dopływem rzeki Delaware. Płynie m.in. przez Filadelfię.

## Większe miasta nad rzeką
- Pottsville,
- Schuylkill Haven,
- Hamburg,
- Reading,
- Pottstown,
- Phoenixville,
- Norristown,
- Conshohocken.